# Will Mastin
Will Mastin (Madison, 20 giugno 1878 – Los Angeles, 14 marzo 1979) è stato un ballerino e cantante statunitense.
Fu il leader del "Will Mastin Trio", un trio di ballerini e cantanti, i cui altri componenti erano Sammy Davis Sr. e il figlio Sammy Davis Jr..
In alcuni programmi Will Mastin apparve anche con il nome di Will Maston.
Will Mastin era il capoballerino della compagnia di vaudeville cui faceva parte Sammy Davis Sr. Il piccolo Sammy Davis Jr. andava spesso in tournée con loro, e considerava Mastin come uno zio. Ben presto il bambino si unì a loro negli spettacoli, e i tre divennero il "Will Mastin Trio".
Will Mastin morì nel 1979, all'età di 100 anni. L'epitaffio sulla tomba (che si trova accanto a quelle di Sammy Davis Sr. e Sammy Davis Jr.) è semplicemente «He was a vaudevillian».